# Thisizima ceratella
Thisizima ceratella é uma mariposa da família Tineidae. Esta espécie pode ser encontrada na Índia, Myanmar, Tailândia, Malásia ocidental e nas Ilhas Anambas.